# The Last Rebel
The Last Rebel je sedmé studiové album americké southern rockové skupiny Lynyrd Skynyrd, vydané v roce 1993.

## Seznam skladeb
| Pořadí         | Název                       | Autor                                                                          | Délka |
| -------------- | --------------------------- | ------------------------------------------------------------------------------ | ----- |
| 1.             | Good Lovin's Hard to Find   | Johnny Van Zant, Gary Rossington, Ed King, Robert White Johnson                | 3:55  |
| 2.             | One Thing                   | Johnny Van Zant, Gary Rossington, Ed King, Dale Krantz-Rossington, Kurt Custer | 5:13  |
| 3.             | Can't Take That Away        | Michael Gerald Lunn, Robert White Johnson, Johnny Van Zant                     | 4:19  |
| 4.             | Best Things in Life         | Gary Rossington, Keifer, Johnny Van Zant                                       | 3:54  |
| 5.             | The Last Rebel              | Gary Rossington, Robert White Johnson, Johnny Van Zant, Michael Gerald Lunn    | 6:47  |
| 6.             | Outta Hell in My Dodge      | Johnny Van Zant, Randall Hall, Ed King, Robert White Johnson                   | 3:47  |
| 7.             | Kiss Your Freedom Goodbye   | Ed King, Johnny Van Zant                                                       | 4:46  |
| 8.             | South of Heaven             | Michael Gerald Lunn, Robert White Johnson, Gary Rossington, Johnny Van Zant    | 5:15  |
| 9.             | Love Don't Always Come Easy | Ed King, Johnny Van Zant                                                       | 4:34  |
| 10.            | Born to Run                 | Johnny Van Zant, Gary Rossington, Ed King, Donnie Van Zant                     | 7:25  |
| Celková délka: | Celková délka:              | Celková délka:                                                                 | 50:01 |

## Obsazení
- Gary Rossington – kytara
- Ed King – kytara
- Johnny Van Zant – zpěv
- Leon Wilkeson – baskytara
- Billy Powell – piano, Hammondovy varhany, syntezátor
- Randall Hall – kytara
- Kurt Custer – bicí, činely, perkuse
- Dale Krantz-Rossington – vokály